# Emden (könnyűcirkáló)
Az Emden német könnyűcirkáló volt, amely egymaga külön osztályt alkotott. Ez volt a harmadik német cirkáló, amely az Emden nevet viselte, valamint ez volt az első német hadihajó, amely az első világháború után épült.
A hajó építését 1921-ben rendelték el, de az sokat késett, mivel a szövetségesek kifogásolták a hajó terveit, később pedig az 1923-as német hiperinfláció volt a késés oka. Az eredeti tervekben 8 db 150 mm-es ágyút telepítettek volna a hajóra, melyek négy lövegtoronyban foglaltak volna helyet. Ha ez a terv megvalósul, az Emden lett volna kora egyik legfejlettebb cirkálója. Viszont a versailles-i békeszerződés megtiltotta Németországnak az új fegyverek kifejlesztését, köztük a lövegekét is. A legtöbb haditengerészethez hasonlóan, a német haditengerészet sem alkalmazott még egy lövegtoronyban két ilyen kicsi ágyút. A korábbi tervekben 200 mm-es, vagy annál nagyobb lövegeket használtak, de ebben az esetben azok túl nehezek lettek volna és nem sikerült volna betartani a szerződésben megadott kritériumot, miszerint a cirkáló tömege maximálisan 6000 tonna lehet. Ezen okok miatt a német mérnököknek át kellett tervezni a hajót, így csak nyolc darab, kevésbé hatékony löveget terveztek az Emdenre, ami miatt végül a cirkáló nem sokban tért el első világháborús elődjeitől.
A hajót végül 1925. január 6-án bocsátották vízre, majd 1925. október 15-én állították hadrendbe.
Az Emdent elsősorban kiképzési célokra használták, de a hajó számos utat tett meg az Atlanti-óceánon, a Csendes-óceánon és a Földközi-tengeren, 1926 és 1939 között. Egy rövid ideig, mielőtt előléptették kapitánnyá és átkerült az 1. Unterseebootsflottille-hoz (1. U-Boot flotta), az Emden parancsnoka maga Karl Dönitz volt. Később, Zehn Jahre, Zwanzig Tage (Tíz év, húsz nap) című könyvében visszatekint erre az időszakra. 
1939. szeptember 4-én, a második világháború kitörése után, az Emden megsérült, mikor a britek légitámadást intéztek Wilhelmshaven ellen. A támadás során, a német légvédelem lelőtt egy Bristol Blenheim típusú bombázót, ami az Emden orrának csapódott. A becsapódás következtében kilenc német tengerész halt meg, akiket a második világháború első német tengerész áldozatainak tekintenek. Különös egybeesés, hogy a bombázó pilótáját H. L. Emdennek hívták. 
Az Emden ezt követően javításon esett át, ami után az 1939-es év nagy részét az Északi-tengeren töltötte, ahol aknákat telepített. A Norvégia elleni támadás (Weserübung hadművelet) alatt, az Emden annak a balsorsú Kriegsschiffgruppe 5-nek (5. hadihajócsoport) volt tagja, amely Oslo bevételét kapta feladatául. A csoport zászlóshajója, a Blücher nehézcirkáló, az oscarsborgi parti lövegek találataitól elsüllyedt, a Lützow nehézcirkáló pedig súlyosan megsérült egy brit tengeralattjáró torpedójától Dánia partjainál, miközben Németország felé tartott.
Az Emden a háború további részét főként a Balti-tengeren töltötte, ahol kiképzési feladatokat látott el. 1945 januárjától segítette a német katonák és civilek átmenekítését Kelet-Poroszországból Észak-Németországba és Dániába. Egyik útján az egykori német elnök, Paul von Hindenburg és felesége koporsóját is szállította.
Az 1945. április 9. és április 10. közötti éjszakán az Emden súlyosan megrongálódott egy légitámadás során, Kielben. Később a hajót a Heikendorfer Buchtba vontatták, majd április 14-én partra húzták. A hajót 1945. április 26-án kivonták a hadrendből, a háború után pedig szétbontották.

## Parancsnokok
- Richard Foerster – 1925. október 15. – 1928. szeptember 23.
- Lothar von Arnauld de la Periere – 1928. szeptember 23. – 1930. október 11.
- Robert Witthoeft-Emden – 1930. október 11. – 1932. március 22.
- Werner Grassmann – 1932. március 22. – 1933. április 1.
- JAVÍTÁS – 1933. április 1. – 1934. szeptember 29.
- Karl Dönitz – 1934. szeptember 29. – 1935. szeptember 21.
- Johannes Bachmann – 1935. szeptember 21. – 1936. augusztus 25.
- Walter Georg Lohmann – 1936. augusztus 25. – 1937. június 20.
- Bernard Liebetanz – 1937. június 20. – 1937. július 30.
- Leopold Burkner – 1937. július 30. – 1938. június 15.
- Paul Wever – 1938. június 15. – 1939. május 5.
- Werner Lange – 1939. május 5. – 1940. augusztus 26.
- Hans Mirow – 1940. augusztus 26. – 1942. július 19.
- Friedrich Traugott Schmitt – 1942. július 19. – 1943. szeptember 9.
- Hans Hengist – 1943. szeptember 9. – 1944. március 1.
- Hans-Eberhard Meisner – 1944. március 1. – 1945. január
- Wolfgang Kahler – 1945. január – 1945. március
- Wickmann – 1945. április – 1945. május 3.